# Флассан
Флассан (фр. Flassan) — коммуна во французском департаменте Воклюз региона Прованс — Альпы — Лазурный Берег. Относится к кантону Мормуарон.

## Географическое положение

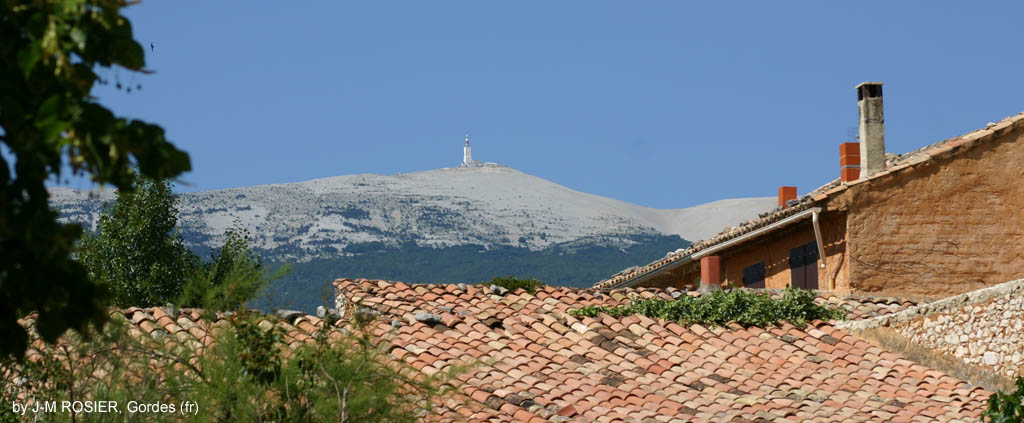
Вид на Мон-Ванту от Флассана.

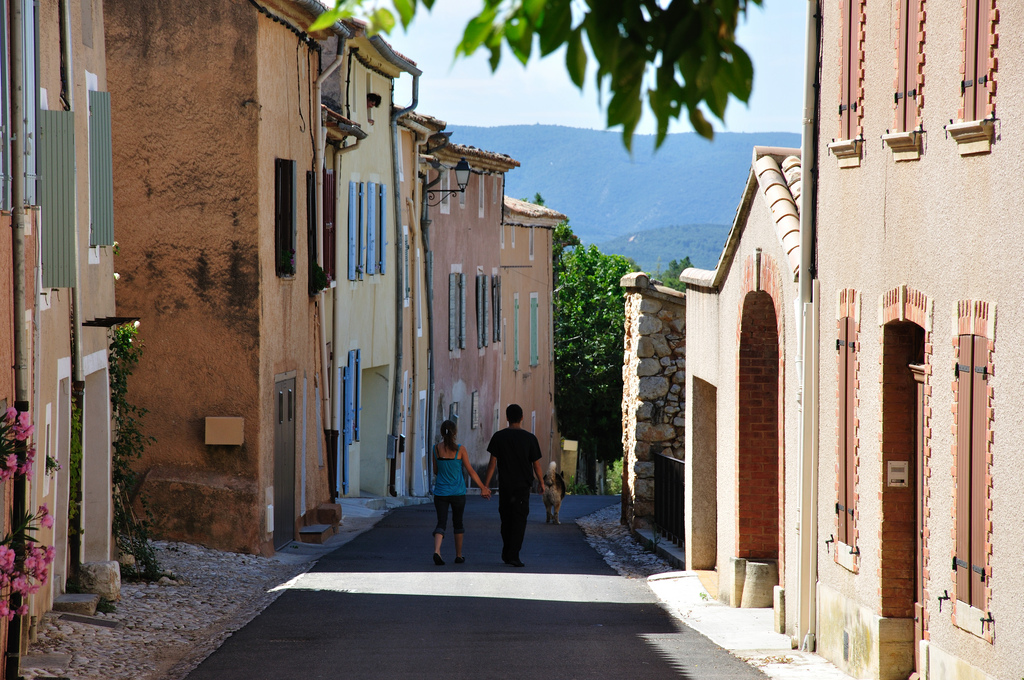
На улице города.

Флассан расположен в 38 км к северо-востоку от Авиньона. Соседние коммуны: Виль-сюр-Озон на юге, Мормуарон на юго-западе, Бедуан на северо-западе.

## Гидрография
Коммуна стоит на реке Озон. Ближе к Мон-Ванту находится источник Фон-д’Анжу.

## Демография
Население коммуны на 2010 год составляло 412 человек.
| 1962 | 1968 | 1975 | 1982 | 1990 | 1999 | 2010 |
| ---- | ---- | ---- | ---- | ---- | ---- | ---- |
| 237  | 249  | 251  | 295  | 332  | 341  | 412  |

## Достопримечательности
- Церковь в романском стиле XIII века.
- Церковь Нотр-Дам XIV века.
- Замок де Вобонн XVIII века.